# Tóth József (jogász, 1899)
Tóth József (Kiskunfélegyháza, 1899. április 2. – ?) magyar jogász, légiforgalmi felügyelő, polgármester, országgyűlési képviselő.

## Élete
Római katolikus vallású, egyszerű iparos családban született. Apja Tóth József szabómester, anyja Bálint Franciska. Középiskoláit a szülővárosában végezte, diákévei alatt a nyári szünidőkben többször mint mezőgazdasági napszámos kereste meg a következő tanév költségeit. 1917 márciusában hatodikos gimnazistaként vonult be a 38. közös gyalogezredhez, még abban az évben letette a tartalékos tiszti vizsgát és 1918 januárjában a 62. közös gyalogezred kötelékében az olasz harctérre vezényelték. Részt vett a piavei nagy offenzíva harcaiban, később a francia hadszíntérre került, végül mint tartalékos zászlós szerelt le.
A háború után folytatta tanulmányait, letette az érettségit, majd a szegedi tudományegyetemen tanult tovább, ahol 1926-ban jogi doktori oklevelet szerzett. Közben, 1921-ben részt vett a nyugat-magyarországi felkelésben, 1938 őszén pedig még egyszer fegyvert fogott: Kárpátalján, a Rongyos Gárda tagjaként harcolt.
Még diplomájának megszerzése előtt kezdte szakmai pályáját, közjegyzői és ügyvédjelölti gyakorlatot folytatva, és hamar bekapcsolódott szülővárosa társadalmi életébe is. 1926-ban választották be először Kiskunfélegyháza képviselő-testületébe, ugyanabban az évben lett az Egységes Párt helyi szervező titkára is. Nagy része volt abban, hogy az 1926. évi általános választások idején pártjának sikerült a városban a korábbi ellenzéki politikát megdöntenie.
1930 januárjában, alig 30 évesen Kiskunfélegyháza polgármesterévé választották, ezzel abban az évben ő lett az egész ország legfiatalabb településvezetője; ugyanakkor tagja lett Pest vármegye törvényhatósági bizottságának is. Hét évet töltött a polgármesteri székben, s ez idő alatt, működése eredményeként a város költségvetési kiadásai és adósságterhei is lényegesen csökkentek.
1937-ben köszönt le állásáról, a következő egy évben a Nemzeti Egység Pártjának szervező titkára volt Pest vármegye északi részében, 1939 március elsejétől pedig néhány hónapon át mint légiforgalmi felügyelő teljesített szolgálatot, a budaörsi repülőtéren.
Az 1939. évi általános választáson országgyűlési képviselőnek jelöltette magát a Magyar Élet Pártja színeiben, a kiskunfélegyházi kerületben, ahol több mint 60 százalékos szótöbbséggel szerzett mandátumot, dr. Horváth Zoltán független kisgazdapárti és vitéz Makray Lajos egyesült kereszténypárti jelölttel szemben; ellenjelöltjei az óvadékot is elvesztették.
Több fajvédő és jobboldali egyesületben vállalt tagságot – például a Fajvédő Szövetségnek, a Návay-emlékbizottságnak és a Júniusi Bajtársak Szövetségének –, a Hadirokkantak Nemzeti Szövetségének pedig országos társelnöke volt.
1939. szeptember 2-án Kiskunfélegyházán házasságot kötött Seres Erzsébet Valéria gyógyszerésszel. 1950. október 21-én az Ohio állambeli Ashlandben feleségül vette Dudás Teréziát.